# 盧卡·馬倫濟歐
盧卡·馬倫濟歐（Luca Marenzio；1553年10月18日—1599年8月22日）是一名文藝復興晚期的義大利作曲家和歌手。其為最著名的牧歌作曲家之一，並在蒙特威尔第早先的巴洛克改革前、其後期發展時寫了幾首最為著名的牧歌。馬倫濟歐為幾個義大利家族服務，包括貢扎加家、埃斯特家、美第奇家，並把他生命中的多數時間貢獻給羅馬。
根據傳記作者萊昂納多·考扎多在17世紀末期的記錄，馬倫濟歐出生在布雷西亞附近的一個小城市科卡廖，是一個貧戶的七個孩子之一。其父是布雷西亞的公證書記。他在1588年曾提到他的兒子（盧卡）當時35歲，並可能以聖盧克（St. Luke）之名命名，故其生日為1553年10月18日。

### 註腳
1. ↑  Bizzarini, Marco. . 紐約: Aldershot. 2003: 110.

## 外部連結
- 公有領域聲樂檔案館上盧卡·馬倫濟歐的作品
- 盧卡·馬倫濟歐的免费乐谱，由国际乐谱典藏计划提供
- 盧卡·馬倫濟歐的樂譜，来自乌托邦计划
- Early Music World 中關於馬倫濟歐之條目 （页面存档备份，存于）